# Scherenauer Laine
Die Scherenauer Laine ist ein Bach in Oberbayern. Sie entsteht im Bremeneckgraben nördlich unterhalb des Teufelstättkopfes und fließt in weitgehend nordöstlicher Richtung bis zur Mündung in die Ammer.